# Protomyctophum crockeri
Protomyctophum crockeri är en fiskart som först beskrevs av Bolin, 1939.  Protomyctophum crockeri ingår i släktet Protomyctophum och familjen prickfiskar. Inga underarter finns listade i Catalogue of Life.